# Circondario di Castiglione delle Stiviere
Il circondario di Castiglione delle Stiviere era uno dei circondari in cui era inizialmente suddivisa la provincia di Brescia, esistito dal 1859 al 1868.

## Storia
In seguito all'annessione della Lombardia dal Regno Lombardo-Veneto al Regno di Sardegna (1859), fu emanato il decreto Rattazzi, che riorganizzava la struttura amministrativa del Regno, suddiviso in province, a loro volta suddivise in circondari e mandamenti.
Il circondario di Castiglione delle Stiviere fu creato come suddivisione della provincia di Brescia, e comprendeva quei comuni già in provincia di Mantova passati alla provincia di Brescia in seguito alla seconda guerra d'indipendenza (la città di Mantova e il territorio provinciale posto alla sinistra del Mincio, rimasero parte del Regno Lombardo-Veneto fino al 1866), più i comuni dell'ex distretto di Montechiaro già in provincia di Brescia.

### Suddivisione amministrativa all'atto dell'istituzione (1859)
All'atto dell'istituzione, il circondario era diviso in 5 mandamenti, a loro volta suddivisi in 32 comuni:
- mandamento I di Castiglione[1]
  - Castiglione delle Stiviere, Cavriana, Guidizzolo, Medole, Solferino
- mandamento II di Montechiaro
  - Calcinato, Calvisano, Carpenedolo, Montechiaro, Remedello Sopra, Remedello Sotto, Visano
- mandamento III di Asola[2]
  - Acquafredda, Asola, Casalmoro, Casaloldo, Casalpoglio, Castel Goffredo, Ceresara, Piubega
- mandamento IV di Volta[3]
  - Goito, Monzambano, Volta
- mandamento V di Canneto[4]
  - Acquanegra, Canneto, Casalromano, Mariana, Ostiano, Redondesco, Volongo

### Variazioni amministrative
- 1862
  - Canneto ribattezzata Canneto sull'Oglio (R.D. 23 ottobre 1862, n. 975)
  - Montechiaro ribattezzata Montichiari sul Chiese (R.D. 23 ottobre 1862, n. 975)

### Lo scioglimento (1868)
Nel 1866, con la terza guerra d'indipendenza, fu annesso al Regno d'Italia quello che restava del Regno Lombardo-Veneto, compresa la provincia di Mantova nel territorio ridotto nel 1859.
Nel 1868 il circondario di Castiglione delle Stiviere fu disciolto, assegnando la maggior parte del territorio alla provincia di Mantova, che tornava così nei suoi confini storici. Fecero eccezione il mandamento di Montichiari e il comune di Acquafredda, assegnati al circondario di Brescia, e Ostiano, assegnata al circondario di Casalmaggiore della provincia di Cremona.